# Processo a Chiaretta Galese e Fedele dall'Arzere

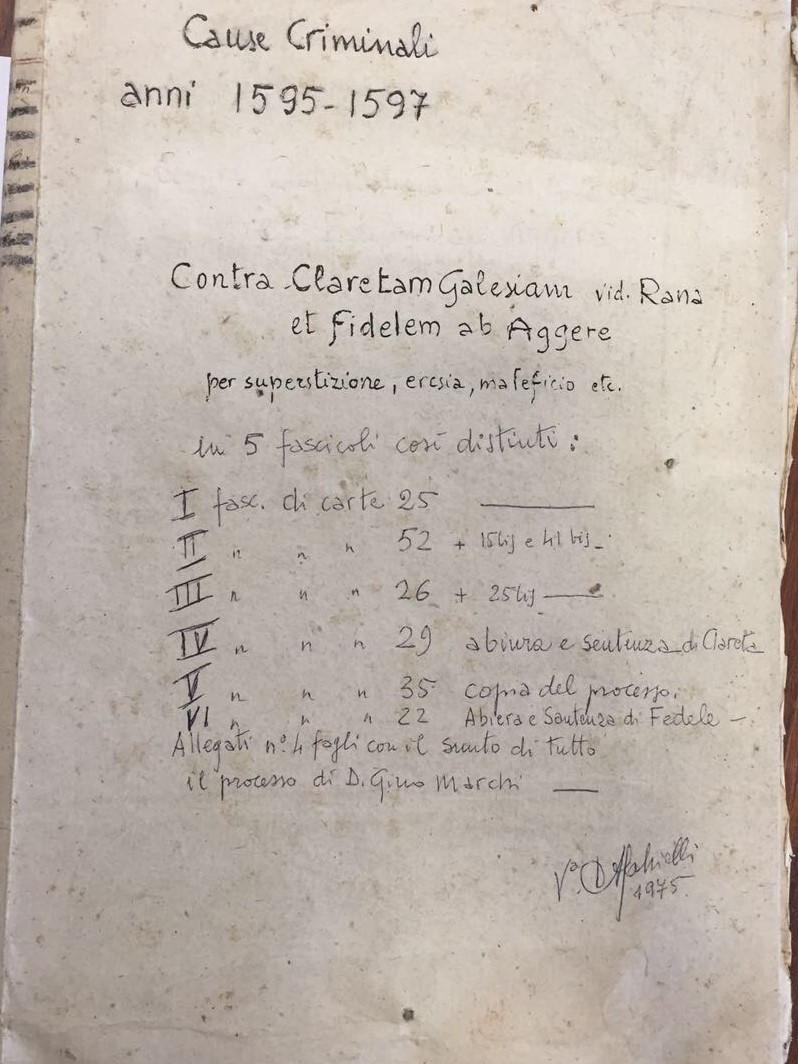
Causa processuale contro Chiaretta Galese e Fedele "dall'Arzere" (Claretam Galesiam vid. Rana et Fidelem ab Aggere)

Il processo a Chiaretta Galese e Fedele dall'Arzere fu un processo per stregoneria ed eresia celebrato dal Sant'Uffizio tra il 1595 e il 1597.
Nella seconda metà del XVI secolo, la città di Rovigo registrava un numero consistente di questi processi: fra tutti questi procedimenti, il caso che ha catturato maggiormente  l'attenzione di molti storici fu quello di Chiaretta Galese e Fedele “dall'Arzere”.
Chiaretta Galese fu accusata di stregoneria per aver complottato (assieme alle streghe dichiarate Clemenza Bacca e Costanza Frattirolla) contro la moglie di Fedele, con il quale aveva avuto una storia d'amore.
L'amante, Fedele, venne ritenuto complice del complotto, volendo anch'egli indurre la morte alla moglie.
Chiaretta e Fedele furono quindi consegnati al giudice del Sant'Uffizio. Il processo ebbe inizio nel luglio del 1595 e si concluse, nel gennaio del 1597, con la sentenza di condanna dei due.

## Personaggi
- Chiaretta Galese

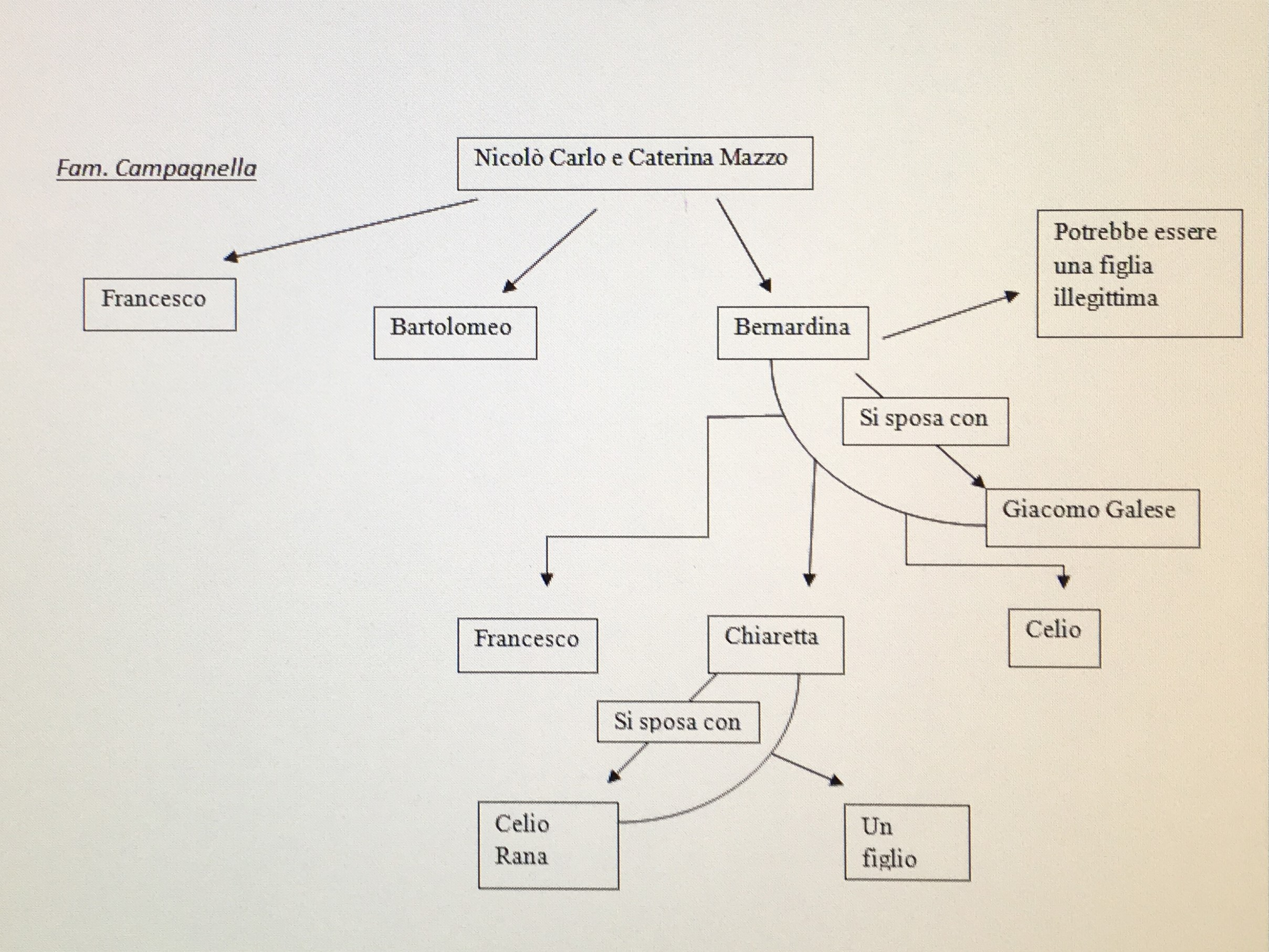
Ricostruzione albero genealogico della famiglia Campagnella (grazie a Giacomo Galese la Famiglia Campagnella ne acquista il cognome)

Figlia di Giacomo Galese e di una delle figlie di Nicolò Carlo Campagnella, appartiene ad una famiglia aventi buone risorse economiche grazie all'esercizio (da parte del padre) della mercatura e di una accorta politica matrimoniale che aveva visto l'unione con la famiglia Foligno.
Si sposa con Celio Rana, il quale detta il suo testamento il 21 ottobre 1586, lasciando tutti i beni mobili a quest'ultima anche nel caso in cui si fosse risposata.
Rimasta vedova si allontana dall'ambiente che l'aveva riconosciuta come moglie devota per intraprendere una relazione con Fedele.
- Fedele

Nasce a Grignano, appartiene ad una famiglia di modeste condizioni economiche; ben presto si sposa, ma durante il matrimonio intrattiene una relazione extraconiugale con la vedova Chiaretta Galese.
- Giacomo Galese

Cittadino iscritto al Consiglio dal “lato” di San Giustina. Morì nel 1573.

## Testimonianze

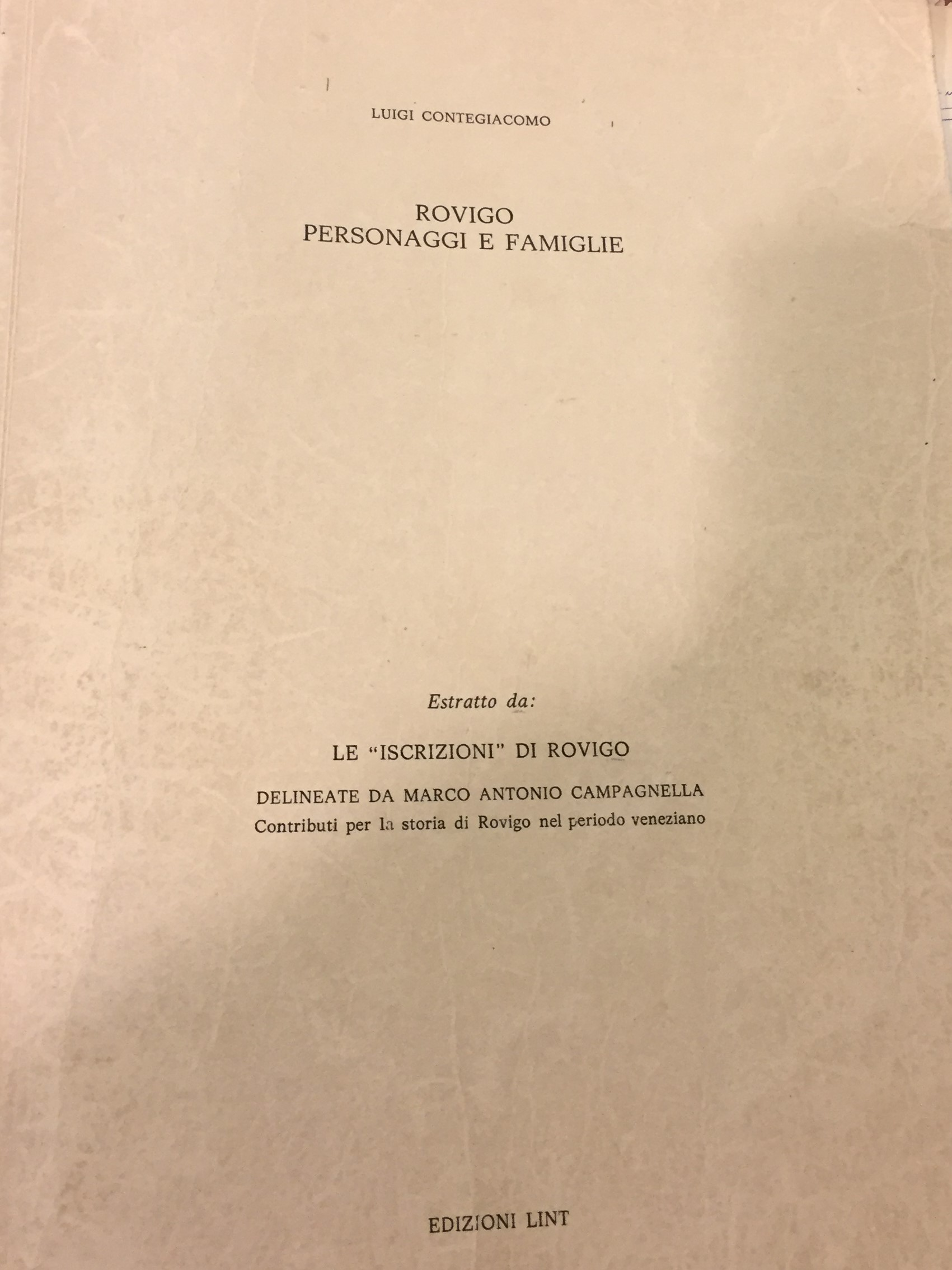
Foto copertina documento sulle famiglie nobili nel Polesine (seconda metà del 1500)

### La deposizione di Maddalena
Maddalena è la prima teste che viene interrogata dal Sant'Uffizio per deporre contro Chiaretta, accusata non solo di adulterio ma anche di stregoneria.
Maddalena, donna fragile e influenzabile, dice ciò che il Sant'uffizio vuole sentire:
secondo Maddalena, Chiaretta invocava dalle streghe un duplice aiuto: per primo che Felice lasciasse la moglie per poter continuare la loro relazione in completa libertà e, se non vi fossero riuscite, causare la morte della moglie di questi.
Maddalena afferma che Chiaretta ha legami con la strega Clemenza Bacca, la quale è stata precedentemente torturata con "corda e fuoco" e costretta così ad abiurare.
Inoltre, sempre secondo la testimonianza rilasciata da Maddalena, Chiaretta e Clemenza hanno rapporti con Costanza Frattirolla (anch'essa aveva in antecedenza abiurato).
Le tre si ritrovavano nella “contra delle suore”, che attualmente prende il nome di “Rotonda”, all'epoca il luogo di incontro preferito dalla streghe.
Maddalena racconta come, un giorno, Chiaretta le chiese di tagliare un pezzo della corda della campana, sostenendo di dover ricavarne un rimedio ordinato dal medico. Esaudita la richiesta, Maddalena le consegnò i pezzi, mentre Chiaretta era ospite a casa di amici. Tra questi vi era Clemenza Bacca. E le due, secondo la testimone, facevano “certe cosse con le man avvertite” e si nascondevano per non essere viste.
Maddalena continuò a fare quanto Chiaretta le chiedeva, ma la sua eccessiva disponibilità a prodigarsi in favori insospettì la madre, la quale dichiarò al Sant'Uffizio che la propria figlia era stata vittima di un maleficio da parte delle due e che quest'ultime facevano cose strane sui bambini.

### La deposizione di Costanza Fratirolla
Una seconda testimonianza ci viene offerta da Costanza Frattirolla, la quale afferma che la giovane Galese si era rivolta a lei al fine di ostacolare il matrimonio di Fedele.
Costanza, inoltre, fornisce dei dettagli sui malefici che compivano: inizialmente utilizzarono delle fave, ma l'intento fallì. Successivamente usarono: una cialda e un lume ad olio che fecero ardere con una corda di campana.

### La deposizione di Clemenza Bacca
La terza teste è Clemenza Bacca, che si rifiuta di confessare i malefici che lei e Chiaretta facevano contro i bambini, ma successivamente viene costretta a farlo.
Per tanto Chiaretta viene incriminata, scappa a Cavarzare e il Sant'Uffizio le impone di presentarsi al cospetto dell'inquisitore entro 9 giorni.

### La deposizione di Giovanni Paolo Bergellini
Un'altra testimonianza è di Giovanni Paolo Bargellini, cappellano della Confraternita della SS. Concezione, che rilascia una deposizione riguardante una conversazione tre Chiaretta e il fratello Celio Galese. Tale testimonianza potrebbe essere falsa, secondo il Sant'Uffizio, in quanto nel momento in cui la conversazione doveva essere stata effettuata, la donna si trovava a Cavarzare da due settimane e prima ancora presso il fratello Francesco. Sempre secondo Giovanni Paolo Bargellini Chiaretta incontrava la strega Costanza Frattirolla.

### La deposizione di Celio Galese
Il tribunale volle cosi sentire la deposizione di Celio Galese (fratello di Chiaretta).
Tale testimonianza risulta molto vaga; egli conferma gli incontri avvenuti tra Costanza e la sorella e confessa che Chiaretta incontrava anche Fedele nella casa del fratello Francesco, ove trovava ospitalità mentre il Sant'Uffizio la cercava.
Celio inoltre afferma che Francesco Galese, Chiaretta e Costanza Frattirolla facevano dei malefici sulla moglie di Fedele.
Ciò che spinse Celio a dire ciò, fu probabilmente la discordia che vi era fra lui e il fratello.
Dopo essersi rifugiata dal fratello Francesco, Chiaretta venne ospitata da Paolo della Torre.
Fedele nega di essere mai andato a trovare Chiaretta durante la sua fuga dal Sant'Uffizio.	

### La deposizione di Francesco Galese
Viene chiamato a testimoniare anche Francesco Galese il quale nega di aver ancora rapporti con la sorella e afferma che una volta aveva provato ad offrirle il suo aiuto, incitandola a confessare le sue colpe, ma ella rifiutò per timore di essere incarcerata.
Il processo subisce un'interruzione, ricominciando a Giugno dello stesso anno.

### La deposizione di Chiaretta Galese
Chiara dopo una lunga fuga, decide di presentarsi presso il Sant'uffizio e rilascia una deposizione durata nel complesso 3 giorni.
Chiaretta racconta tutto ciò che accadde da quando conobbe Fedele fino alla sua confessione:
La testimonianza della giovane Galese, appare sincera:
Ella veniva costantemente minacciata e picchiata dall'amante Fedele, il quale non voleva essere coinvolto in questa faccenda. Questo è uno dei motivi per i quali la giovane donna non si era, prima di allora, presentata al Sant'Uffizio.
Secondo ciò che raccontò Chiaretta, lo stesso Fedele si era rivolto alle streghe (Clemenza Bacca e Costanza Frattirolla) per compiere dei malefici sulla propria moglie.
Per portare a termine uno di questi malefici, era necessaria la lunghezza del corpo della moglie. Fedele una volta presa questa, la diede a Chiaretta, la quale era incaricata di darla a sua volta a Costanza Frattirolla.
Chiaretta continua la sua frequentazione con la strega Costanza, nonostante essa abbia già compiuto il suo incarico di maledire la moglie di Fedele.
Ciò che spinse la Galese a continuare questo rapporto fu probabilmente la solitudine che la circondava ed il bisogno di avere un qualcuno che potesse starle accanto.
Inoltre, Chiaretta racconta di essere fuggita a cavallo inoltrandosi all'interno dei boschi per non essere vista. Nessuno durante questa fuga avrebbe aiutato la giovane donna, che, sentendosi ancor più sola, decise di presentarsi al Sant'Uffizio, confessando i suoi incontri con Costanza:
Inizialmente Chiaretta incontrava la donna per farsi predire il futuro, ma, secondo Costanza, l'unico modo affinché Chiaretta potesse essere felice era che la moglie di Fedele si levasse di torno.
Chiaretta inoltre confessa ciò che accadeva durante i loro incontri in casa:
Costanza e Chiaretta invocavano il diavolo in nome di Fedele, per far sì che quest'ultimo l'amasse e smettesse di picchiarla.
Chiara da questa deposizione appare come una vittima, e probabilmente lo era davvero:
Costanza difatti la derubava, Fedele si approfittava di lei e i fratelli la odiavano in quanto ella sperperava il denaro di famiglia e infangava con le sue azioni il loro buon nome.
Tutto ciò spinse Chiaretta a confessare le sue colpe, anche quelle più compromettenti.
L'inquisitore vuole anche una deposizione contro Clemenza Bacca, ma Chiaretta ha timore della reazione di entrambe le streghe.
Sempre secondo la testimonianza rilasciata dalla Galese, i fratelli di ella sapevano tutto. Fedele prometteva i soldi a Costanza per i suoi servigi, questi servivano alla strega per poter lasciare la città di Rovigo.
Da ciò si può quindi dedurre come Fedele si fosse servito della Galese per liberarsi della moglie.

### La deposizione di Fedele di Grignano
Successivamente l'inquisitore chiede di interrogare Fedele di Grignano. L'interrogatorio inizia il 30 Luglio 1596. Lui non prova alcun affetto per Chiaretta ed inoltre egli definisce Costanza come una “poltrona”, metafora di una donna frustrata e bugiarda. 
Fedele nega di aver mai desiderato la morte della moglie, scaricando tutte le colpe sulla Galese.
Dopo tale testimonianza, l'inquisitore intima a Fedele di non allontanarsi da Rovigo su garanzia di 500 Ducati e di procurarsi la difesa entro 10 giorni.

### La difesa di Fedele di Grignano
Il 18 novembre 1596 l'avvocato Naselli presenta la difesa a favore di Fedele.
Tale difesa vuole far risaltare la debolezza e fragilità delle donne le quali sono spesso vittima del demonio, a causa della loro natura maligna derivante dal peccato originale che gravita su di esse.
Era Chiaretta che voleva la morte della moglie, ella aveva stregato Fedele e questi non riusciva a lasciarla.
Il 20 gennaio 1597 Fedele, in attesa della sentenza di condanna, deve essere incarcerato; ma a causa delle condizioni di salute avverse viene rilasciato.

### La difesa di Chiaretta Galese
L'intervento dell'avvocato difensore Aldiverti avviene l'11 gennaio 1597.
La difesa gravita attorno all'inferiorità di Chiaretta come donna, la quale risulta: debole, fragile, soggetta a raggiri e tiranneggiata.
Essendo una donna di alto rango, viene chiesto al Sant'Uffizio che la sentenza di condanna si pronunci privatamente, affinché la donna non venga ulteriormente danneggiata.

## La sentenza
Il processo si conclude il 27 gennaio 1597.
Il tribunale riconosce in Fedele un sincero pentimento, viene così assolto dalla scomunica e la sua pena consiste nel pagamento di 100 scudi e nella recitazione  del rosario ogni sabato.
Inizialmente Chiaretta Galese viene condannata alla perpetua prigionia e costretta al digiuno ogni sabato.
La pena viene successivamente ridotta: Chiaretta deve scontare 3 anni di reclusione a casa del fratello Francesco ed è costretta ad indossare una veste penitenziaria.
Le viene concesso di uscire di casa solo per recarsi in chiesa.
Chiaretta chiede di poter non indossare la veste; ciò le viene concesso solo per partecipare alla santa messa.